# Tego film
Le Tego film est une feuille adhésive, utilisée dans la fabrication de contreplaqué étanche, fabriquée par Goldschmidt (en) AG. Le film Tego était une mince feuille de papier imprégnée de résine phénolique. Elle était typiquement intercalée à sec entre les plis de contreplaqué et le tout était chauffé à une température de 100–150 *C et à une pression de 700–6 000 psi. Ce qui permetait d'obtenir des stratifiés de haute qualité exempts de vides internes et de gauchissement. Les contreplaqués de Tego film ont été utilisés dans la fabrication d'avions en Allemagne pendant la Seconde Guerre mondiale, et la perte de l'usine lors d'un bombardement en 1943 a été un coup dur pour plusieurs projets d'avions.
Le film Tego était une innovation importante en ce qui concerne les adhésifs pour contreplaqué. Il a finalement remplacé la colle de caséine comme adhésif universel pour la préparation de structures en contreplaqué étanches dans la construction aéronautique et le contreplaqué en général.

## Développement et utilisation pour le contreplaqué
Le Tego film a été développé en Allemagne vers 1930 comme colle pour contreplaqué imperméable. Il comportait une feuille de papier pré-imprégnée d'une résine phénolique résol. Lorsqu'il est chauffé, assemblé entre des placages de bois puis compressé, un contreplaqué stratifié solide et imperméable se forme. La plupart des contreplaqués à cette époque utilisaient d'autres adhésifs, tels que la colle de caséine. Ces adhésifs étaient généralement appliqués sous forme de solutions aqueuses, ce qui provoquait le gauchissement des placages minces et rendait difficile l'obtention d'un stratifié solide sans risque de vides. Comme le Tego film était utilisé à sec, il donnait un résultat de haute intégrité, solide et sans risque de faiblesses cachées. C'est devenu un facteur important à l'avenir, lorsqu'il a été appliqué à la construction aéronautique.
Cet adhésif était à l'époque unique et uniquement disponible auprès de Goldmann AG de Wuppertal en tant que gamme de produits Goldschmidt . En 1932, il était exporté dans le monde entier.

## Au Royaume-Uni
Au Royaume-Uni, le Tego a été déclaré matériau stratégique en 1936 et Micanite and Insulators Limited, les agents britanniques de Theodor Goldschmidt (en) AG à Essen en Allemagne, a entrepris la fabrication de ce produit pour le marché intérieur. Pour ce faire, ils ont lancé une nouvelle société – British Tego Gluefilm Limited – qui appartenait en partie à Goldschmidt. Deux nuances furent proposées : "Commercial" et "Aero" qui correspondaient aux qualités "Standard" et "Flugzeug" en Allemagne,. Comme son nom l'indique, la version Aero fut utilisée pour les contreplaqués destinés principalement à l'industrie aéronautique. Le grade Aero donnait des liaisons plus fortes que son homologue commercial et durcissait plus rapidement. Cela indiquerait que le résol phénolique utilisé dans cette version était plus avancé et/ou plus fortement catalysé.
La qualité Aero a été conçue pour deux utilisateurs finaux différents. Le film étanche à l'eau: les fabricants de contreplaqué et les entreprises fabriquant du bois densifié; le bois lamellé où le produit final avait une densité nettement supérieure à celle des essences de bois utilisées dans sa construction. Le contreplaqué étanche a été largement utilisé pour la construction d'avions et de planeurs et le bois densifié a été utilisé dans la fabrication d'hélices pour des avions tels que l'Avro Lancaster, le Handley Page Halifax, le Supermarine Spitfire et le Hawker Typhoon.

## Aux États-Unis
Roddis Lumber and Veneer Company l'aurait importée aux États-Unis, avec les premières presses fabriquées par Siempelkamp (de). Via le Prêt-bail de Roosevelt, des contreplaqués assemblés au film Tego ont été envoyés au Royaume-Uni dès 1941, notamment pour construire le de Havilland, le Mosquito,.

## Utilisation pour les avions en Allemagne
L'avion de ligne britannique de Havilland Albatross de 1936 avait un fuselage en construction sandwich en bois : des tranches de contreplaqué de bouleau étaient espacées par une feuille de balsa et collées par un adhésif à la colle de caséine. Cette même construction, mais avec Aerolite, un adhésif urée-formaldéhyde, est devenue célèbre grâce à son utilisation en temps de guerre dans le bombardier rapide DH.98 Mosquito. En plus d'être une construction légère et performante, il évitait également l'utilisation de l'aluminium, un matériau stratégique en temps de guerre, et pouvait utiliser les compétences des menuisiers, plutôt que celles des métallurgistes spécialisés dans l'aviation.
Lorsque l'Allemagne a tenté d'imiter cet avion avec le Ta 154 Moskito, elle a utilisé un Tego film. Les essais en vol et le développement des premiers prototypes collés par Tego film de l'été 1943 à 1944 ont été très réussis. Cependant, le bombardement de Wuppertal par la RAF en février 1943 (d'ailleurs l'un des premiers raids de bombardement de l'escadron Pathfinder équipé d'Oboe)  avait déjà détruit la seule usine Goldmann produisant le Tego film.

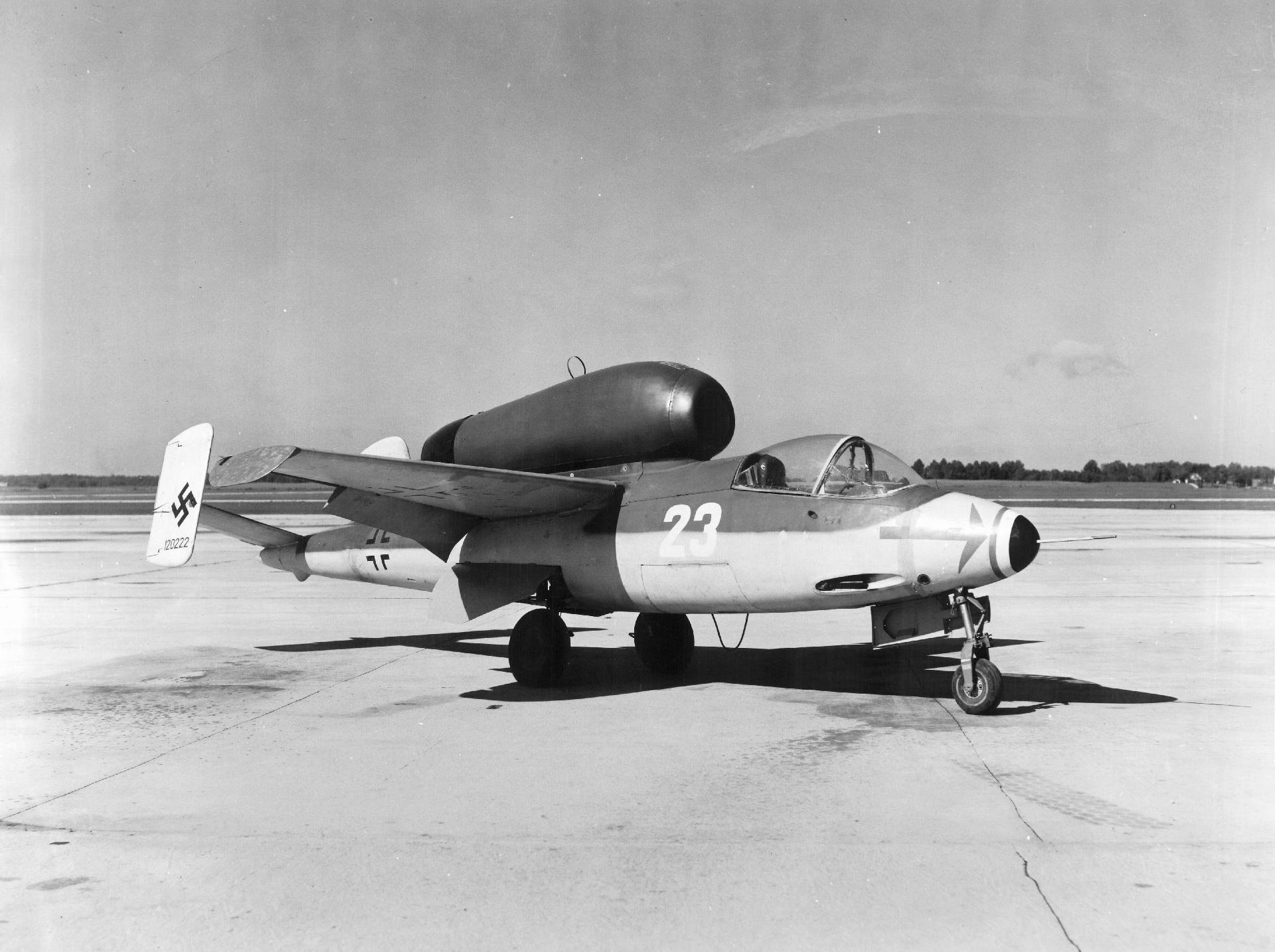
Heinkel He 162A Spatz.

Un ersatz d'adhésif à froid fut ensuite utilisé, produit par Dynamit AG de Leverkusen. Lors d'un vol d'essai le 28 juin 1944, l'un des deux appareils se brisa en vol. L'enquête a montré que la colle laissait un résidu acide après durcissement, qui à son tour endommageait la structure du bois. La production en série de l'avion n'a jamais eu lieu par la suite.
Un autre cas d'avion dont l'existence était menacée par l'adhésif de remplacement acide était le Heinkel He 162 Spatz à structure en bois, le vainqueur du dernier concours de conception d'avion important de l'Allemagne nazie pour un Volksjäger, ou "chasseur du peuple", à réaction monomoteur, chasseur-intercepteur motorisé dans le cadre du Jägernotprogramm (en) dans les derniers mois de la guerre.

## Utilisation moderne
Le terme « Tego film» reste utilisé aujourd'hui dans la fabrication de contreplaqué, bien qu'il soit devenu générique. Il est maintenant utilisé pour désigner les résines phénoliques encore utilisées pour la fabrication de contreplaqué extérieur, bien qu'il n'indique plus la fabrication en Allemagne. La plupart des contreplaqués produits de ce type proviennent désormais d'Indonésie.